# Nasr của Granada
Nasr (1 tháng 11 năm 1287 - 16 tháng 11 năm 1322), tên đầy đủ là Abu al-Juyush Nasr ibn Muhammad (tiếng Ả Rập: أبو الجيوش نصر بن محمد), là người cai trị Nasrid thứ tư của Tiểu vương quốc Granada từ ngày 14 tháng 3 năm 1309 cho đến khi ông thoái vị vào ngày 8 tháng 2 năm 1314. Ông là con trai của Muhammad II al-Faqih và Shams al-Duha. Ông lên ngôi sau khi anh trai ông là Muhammad III bị truất ngôi trong một cuộc cách mạng cung điện. Vào thời điểm mới gia nhập, Granada phải đối mặt với cuộc chiến ba mặt trận chống lại Castile, Aragon và Vương quốc Hồi giáo Marinid, được kích hoạt bởi chính sách đối ngoại của người tiền nhiệm.
Ông đã làm hòa với Marinids vào tháng 9 năm 1309, nhường lại cho họ cảng Ceuta ở châu Phi, nơi đã bị chiếm, cũng như Algeciras và Ronda ở châu Âu. Granada để mất Gibraltar trước cuộc bao vây của người Castilian vào tháng 9, nhưng đã bảo vệ thành công Algeciras cho đến khi nó được trao cho Marinids, người tiếp tục phòng thủ cho đến khi cuộc bao vây bị bỏ rơi vào tháng 1 năm 1310. James II của Aragon đã kiện đòi hòa bình sau khi những người bảo vệ Granadan đánh bại cuộc bao vây của người Aragon Almería vào tháng 12 năm 1309, rút lực lượng của mình và rời khỏi lãnh thổ của các Tiểu vương quốc vào tháng Giêng. Trong hiệp ước sau đó, Nasr đồng ý cống nạp và bồi thường cho Ferdinand IV của Castile và nhường một số thị trấn biên giới để đổi lấy bảy năm hòa bình.